# Brzeszcze
Brzeszcze és un municipi del comtat d'Oświęcim, al voivodat de la Petita Polònia, al sud de Polònia, a prop d'Oświęcim.
Es va fundar en el segle xv i fou propietat de ciutadans polonesos rics, com Dominik Gherri, doctor del rei Stanisław August Poniatowski. L'ocupació principal fou la pesca i la ramaderia. El municipi va créixer a causa d'una mina d'antracita, la qual es fundà a principis del segle xix. En la Segona Guerra Mundial el municipi fou un bastió de la resistència polonesa, que ajudà els presoners del camp de concentració d'Auschwitz. L'any 2006, Brzeszcze té al voltant de 12.000 habitants.

## Ciutadans cèlebres
- Arkadiusz Skrzypaszek, bicampió olímpic de pentatló modern, guanyador de dues medalles d'or als jocs de Barcelona.
- Włodzimierz Lubański, futbolista de la selecció de futbol de Polònia.
- Beata Szydło, diputada al Parlament polonès (Sejm).
- Kazimierz Bielenin, arqueòleg.

## Economia
L'economia del municipi se centra en la mina d'antracita KWK "Brzeszcze-Silesia", la qual és la principal proveïdora de llocs de treball tant en la regió com en el voivodat.

## Esports
- Górnik Brzeszcze, club de futbol fundat el 1922 per refugiats polonesos de la República Txeca. El principal espònsor del club fou la mina KWK "Brzeszcze-Silesia".

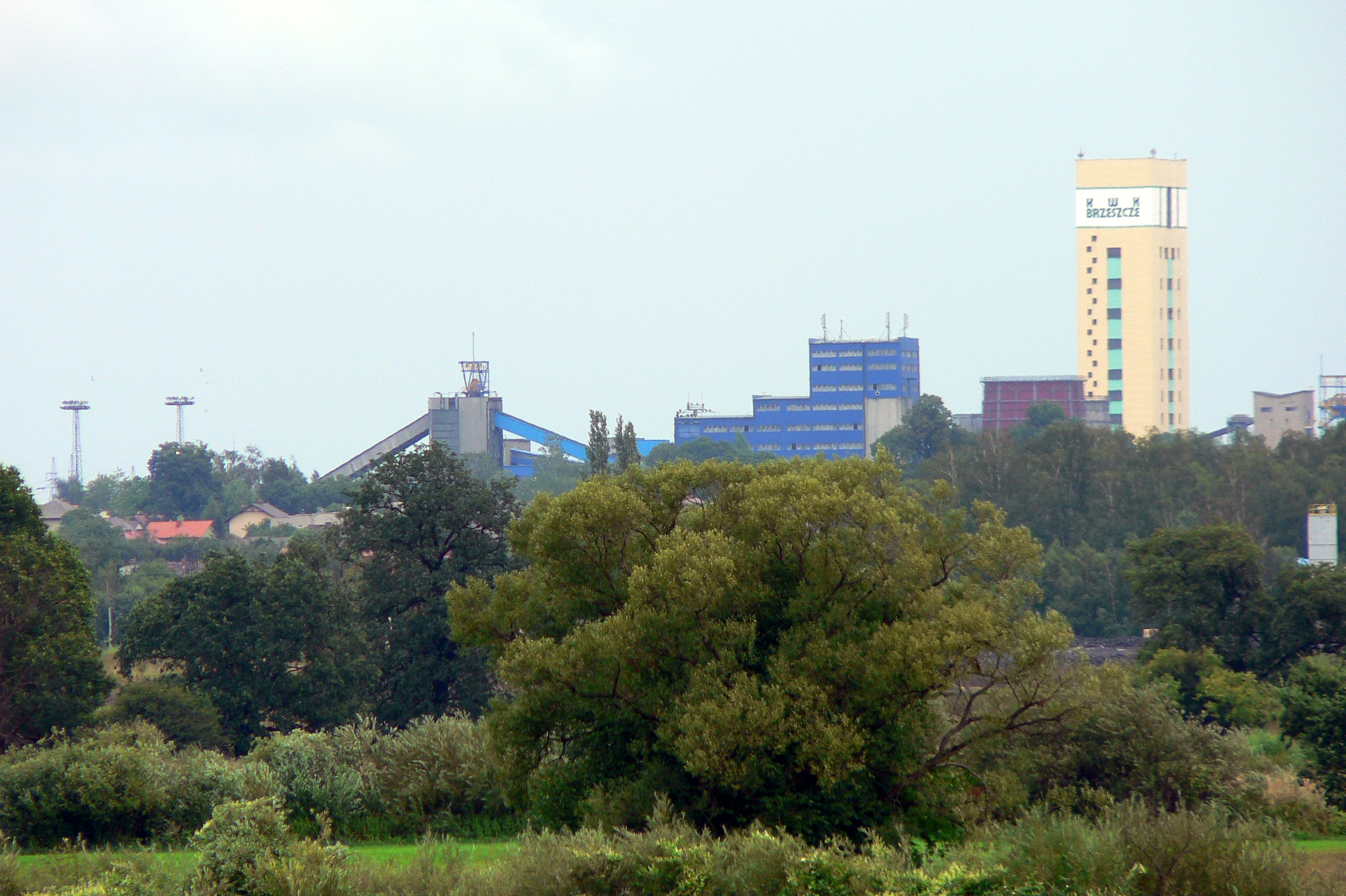
Mina d'antracita KWK "Brzeszcze-Silesia"

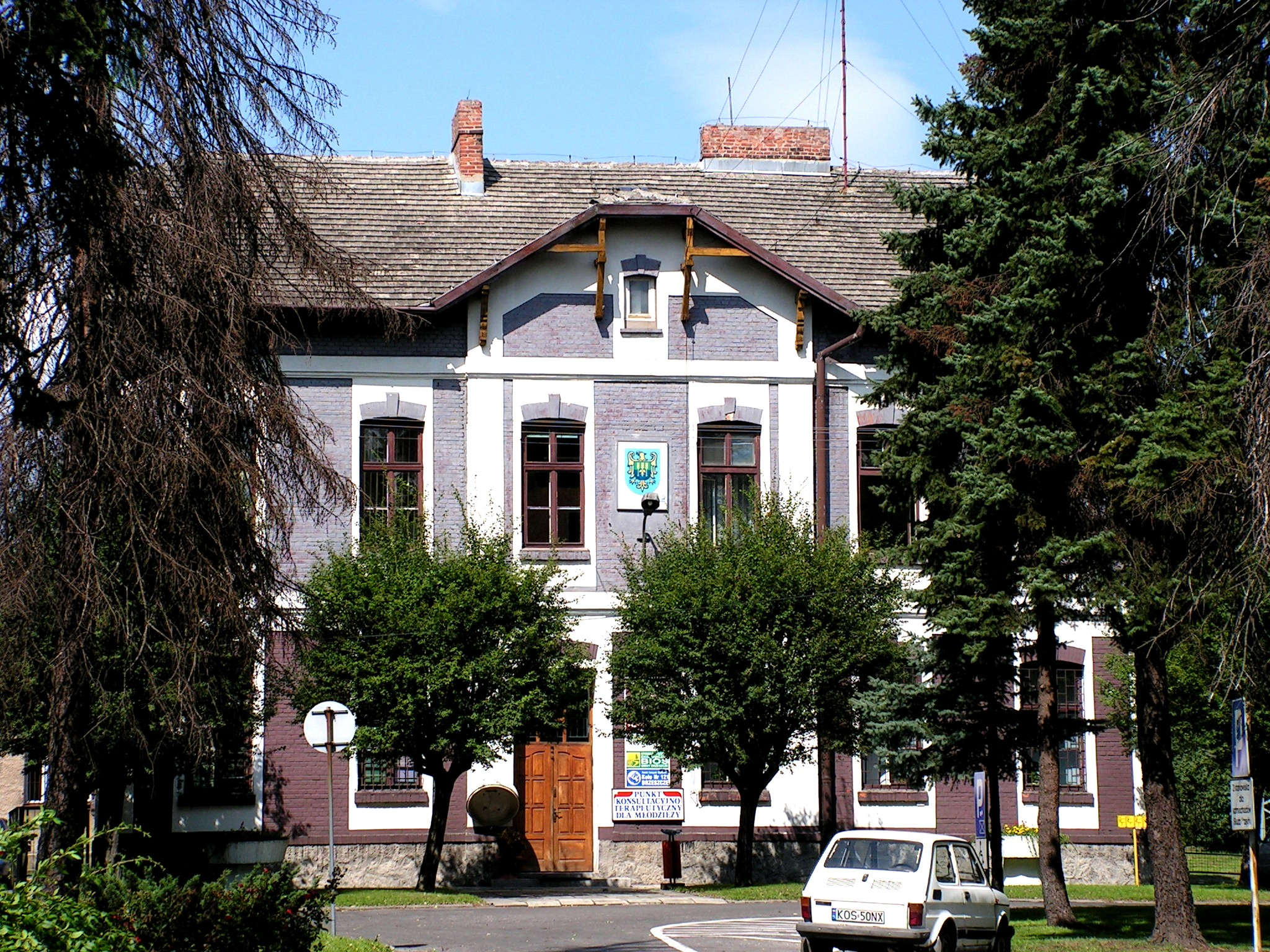
Ajuntament antic